# Brateș
Brateș é uma comuna romena localizada no distrito de Covasna, na região histórica da Transilvânia. A comuna possui uma área de  km² e sua população era de 1524 habitantes segundo o censo de 2007.